# CNC-Handbuch

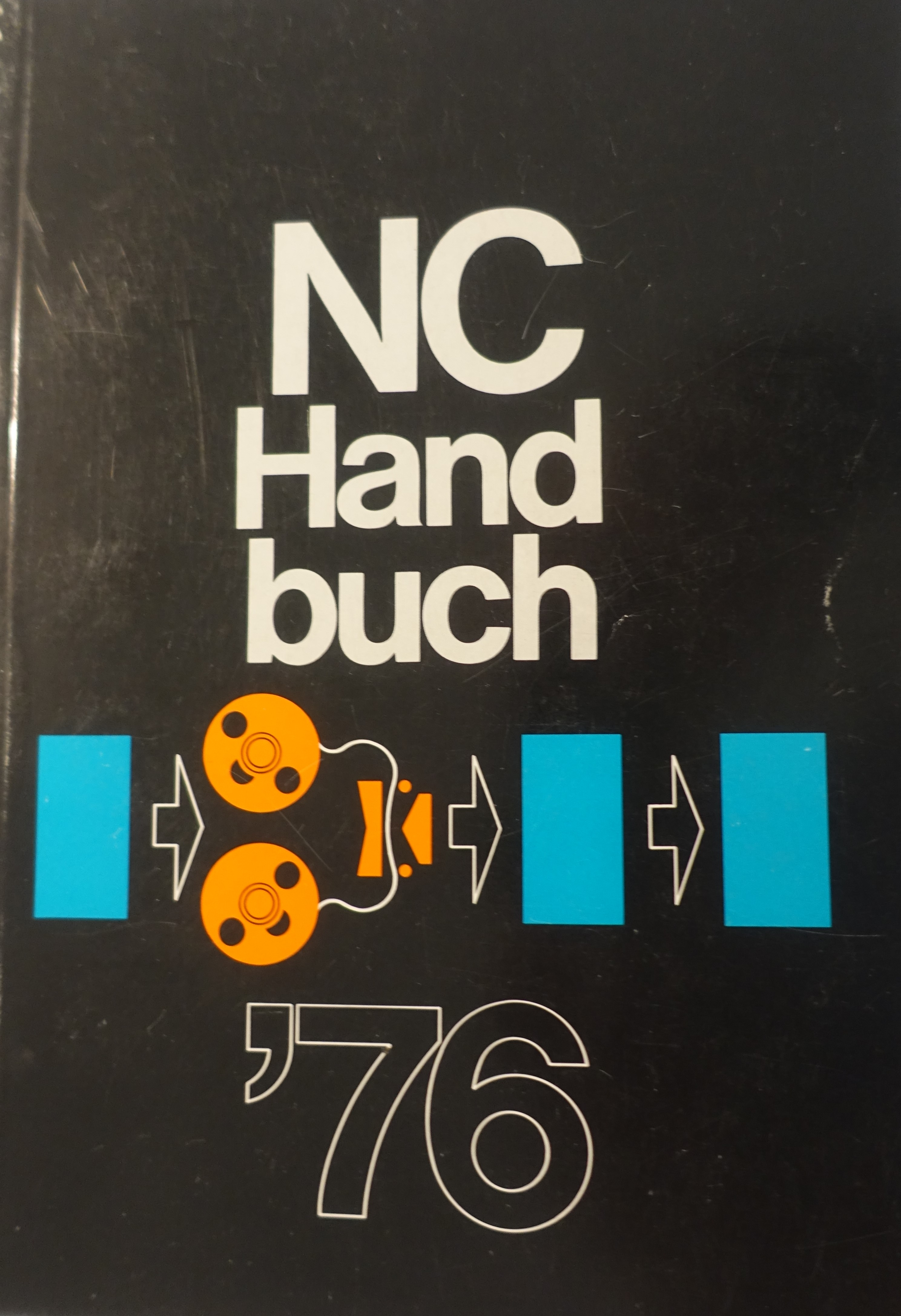
Die erste Ausgabe des CNC-Handbuchs von 1976, damals noch als NC-Handbuch

Das CNC-Handbuch gilt im deutschen Sprachraum als technisches Grundlagenbuch für Lehrende, Lernende und Quereinsteiger der CNC-Werkzeugmaschinenbranche.

## Entstehungsgeschichte
Die Idee für das Verfassen dieses Buches steht im engen Zusammenhang mit der Gründung der Deutschen NC-Gesellschaft e. V., kurz NCG, am 3. Oktober 1975. Die NCG hatte die Förderung und Verbreitung der damals noch in den Kinderschuhen steckenden NC (Numerical Control) als oberstes Ziel. Gründungspartner der NCG waren die Firmen Berma, Deckel, Dornier, Mauser, MBB, Messer Griesheim, Oerlikon, Starrag und Bosch.

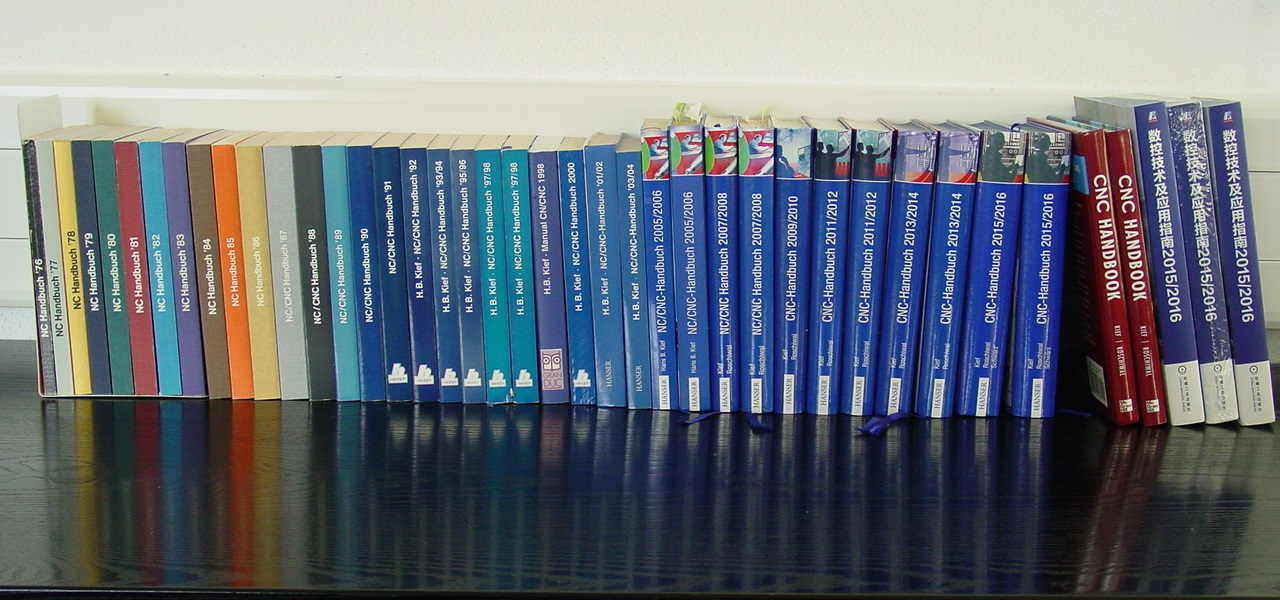
Alle Bände des CNC-Handbuchs seit Erscheinen, inklusive der Lizenzausgaben auf Englisch und Chinesisch

Gemäß ihrer Satzung war die NCG eine Kommunikationsplattform für alle Themen rund um die NC-Technik, es wurden eigene Erfahrungen zur Verfügung gestellt und von den Mitgliedern und Interessierten Feedback empfangen. Damit wirkte die NCG als Katalysator für den Einsatz der NC-Technik. Die Mitgliedsfirmen verpflichteten sich, gemeinsam am Durchbruch der NC-Technik ohne Rücksicht auf etwaige Konkurrenzsituationen zu arbeiten.
Als erste Aktivität der NCG wurde das Verfassen eines Buches beschlossen, das sowohl Herstellern von Werkzeugmaschinen als auch Anwendern die Grundlagen der NC-Technik verständlich erläutern sollte.
1976 verfasste Hans Bernhard Kief das erste NC-Handbuch zur Einführung in die Grundlagen der NC-Technik in populär-wissenschaftlicher Form. Da die einschlägigen Fachverlage kein Interesse an der Veröffentlichung dieses Buches hatten, entschied Kief das Buch im Selbstverlag zu drucken und zu verkaufen. Um einerseits die Druck- und Vertriebskosten abzudecken und anderseits den Buchpreis erschwinglich zu halten, wurden in das Fachbuch Werbeanzeigen einschlägiger Firmen aus der Werkzeugmaschinenbranche aufgenommen. Die erste Auflage von 6000 Exemplaren hatte 216 Seiten, wurde mehrfarbig gedruckt und größtenteils an die Inserenten verkauft. Die Buchvorstellung erfolgte auf dem Ersten Deutschen NC-Kongress im September 1976 in München. Besonderes Interesse fand die Übersetzung und Erläuterung der damals im deutschen Sprachraum noch ungewohnten englischen Fachausdrücke der NC-Terminologie.
Die 16 Kapitel waren hauptsächlich Erläuterungen zum Funktionsprinzip der neuartigen Steuerung von der Programmierung über die Dateneingabe und -verarbeitung bis zu den inzwischen NC-fähigen Maschinentypen. Im Vordergrund standen vorwiegend die technischen Voraussetzungen und Möglichkeiten der Numerischen Steuerungen, sowie der manuellen und computergestützten Programmierung. Hauptabnehmer waren die Hersteller und interessierte Anwender von NC-Maschinen. Bald folgten die Schulen und Ausbildungsbetriebe, sowie zunehmend das Management und Einzelkunden.

## Verbreitung
Die Nachfrage nach dem NC-Handbuch war unerwartet hoch, die Erstauflage war nach 8 Monaten fast vergriffen. Die 11. aktualisierte Auflage 1986 hatte bereits 20.000 Exemplare mit 560 Seiten im Mehrfarbdruck. Der Buchtitel wurde erstmals 1987 geändert in NC/CNC-Handbuch und seit der Ausgabe 2009/2010 lautet der Buchtitel CNC-Handbuch.
Als Ergänzung und zur Unterstützung von Dozenten und Referenten folgten 1983 die NC-Schulungsblätter, eine Sammlung von Overhead-Folien im DIN-A4-Format und ergänzenden Texten sowie Quizfragen zu jedem Kapitel im NC-Handbuch. Zusätzlich wurden aktuelle Kopien aktueller Fachartikel über die NC-Technik beigefügt. Nach der dritten Auflage wurden die NC-Schulungsblätter eingestellt. Grund war, dass fast alle NC-Maschinenhersteller inzwischen ihre eigenen, produktbezogenen Unterlagen kostenlos zur Verfügung stellten.
Die ersten Ausgaben des NC-Handbuchs hatten noch keine ISSN oder ISBN. Grund dafür war, dass das Buch ursprünglich nur für NCG-Mitgliedsfirmen gedacht war und vom NC-Handbuch-Verlag direkt vertrieben wurde. Die NC-Gesellschaft hatte aus Personalgründen abgelehnt, den Verkauf zu übernehmen. Der Verkauf über Buchhandlungen war ebenfalls nicht vorgesehen. Diese Entscheidung bot schließlich dem Verlag den Marketing-Vorteil, jeden Kunden und dessen jährliche Bestellmengen genau zu kennen. Diese Statistiken waren später ein starkes Argument bei den Verkaufsverhandlungen mit Hanser.
Erst ab der 7. Ausgabe 1982 wurde eine ISSN vergeben, ab der 11. Ausgabe folgten die ISBN.
Der Vertrieb über Buchhandlungen wurde erst mit der 14. Ausgabe eingeführt, als Libri nach langen Verhandlungen bereit war, den Versand zu übernehmen. Nach dem Verkauf des NC-Handbuch-Verlags an Hanser wurden die Buchhandlungen grundsätzlich in den Verkauf mit einbezogen.
| Nr. | Jahr      | Herausgeber              | ISBN / Buch        | Seiten |
|     | 76        | H. B. Kief               | ohne               | 214    |
| 2   | 77        | H. B. Kief               | ohne               | 300    |
| 3   | 78        | H. B. Kief               | ohne               | 344    |
| 4   | 79        | H. B. Kief               | ohne               | 412    |
| 5   | 80        | H. B. Kief               | ohne               | 482    |
| 6   | 81        | H. B. Kief               | ohne               | 486    |
| 7   | 82        | H. B. Kief               | ISSN 0721-8966     | 508    |
| 8   | 83        | H. B. Kief               | ISSN 0721-8966     | 532    |
| 9   | 84        | H. B. Kief               | ISSN 0721-8966     | 532    |
| 10  | 85        | H. B. Kief               | ISSN 0721-8966     | 548    |
| 11  | 86        | H. B. Kief               | ISBN 3-9801132-2-1 | 560    |
| 12  | 87        | H. B. Kief               | 3-9801132-4-8      | 568    |
| 13  | 88        | H. B. Kief               | 3-9801132-5-6      | 570    |
| 14  | 89        | H. B. Kief               | 3-9801132-7-2      | 515    |
| 15  | 90        | H. B. Kief               | 3-9801132-8-0      | 552    |
| 16  | 91        | H. B. Kief               | 3-446-16024-8      | 584    |
| 17  | 92        | H. B. Kief               | 3-446-16562-2      | 574    |
| 18  | 93 / 94   | H. B. Kief               | 3-446-17464-8      | 512    |
| 19  | 95 / 96   | H. B. Kief               | 3-446-18106-7      | 520    |
| 20  | 97 / 98   | H. B. Kief               | 3-446-18989-0      | 548    |
| 21  | 99 / 2000 | H. B. Kief               | 3-446-21112-8      | 554    |
| 22  | 01 / 02   | H. B. Kief               | 3-446-21756-8      | 551    |
| 23  | 03 / 04   | H. B. Kief               | 978-3-446-22441-4  | 528    |
| 24  | 05 / 06   | H. B. Kief               | 3-446-40039-7      | 535    |
| 25  | 07 / 08   | Kief & Roschiwal         | 3-446-40943-9      | 544    |
| 26  | 09 / 10   | Kief & Roschiwal         | 9783-446-41836-3   | 551    |
| 27  | 11 / 12   | Kief & Roschiwal         | 978-3-446-42594-1  | 560    |
| 28  | 13/14     | Kief & Roschiwal         | 978-3-446-43537-7  | 548    |
| 29  | 15 / 16   | Kief, Roschiwal, Schwarz | 978-3-446-44090-6  | 766    |
| 30  | 17/18     | Kief, Roschiwal, Schwarz | 978-3-446-45173-5  | 821    |
| 31  | 2020      | Kief, Roschiwal, Schwarz | 978-3-446-45877-2  | 842    |

1992 übernahm der Carl Hanser Verlag München den NC-Handbuch-Verlag mit allen Rechten. Die immer noch hohe Auflagenstärke war im Eigenverlag nicht mehr zu schaffen. Ein im Verhältnis zum Umfang und Inhalt niedriger Buchpreis blieb eine wichtige Prämisse auch bei den folgenden Ausgaben. Heute ist das CNC-Handbuch in der Schulung, zur praktischen Einarbeitung, Aus- und Weiterbildung, zur aktuellen Information und als Nachschlagewerk im Management gefragt und in seiner umfassenden Behandlung der inzwischen sehr großen Fachbereiche konkurrenzlos.
Durch die ständigen Aktualisierungen der 31 Auflagen im Verlauf der 44 Jahre ist automatisch eine technische Dokumentation der Weiterentwicklungen von der einfachen NC-Maschine bis zur Digitalen Automatisierung der Fertigung entstanden.
Mit der Ausgabe 2005/06 wurde erstmals eine PowerPoint-Präsentation auf CD angeboten, abgestimmt auf das aktuelle CNC-Handbuch und vorgesehen für Dozenten, einführende Vorträge, Vorlesungen und Kurse zur NC-Technik. Seither wird mit jeder neuen Auflage auch der Foliensatz aktualisiert. Dieser ist für Dozenten kostenlos aus dem Internet zu beziehen.
Seit der 26. Ausgabe von 2009/2010 wird Hans B. Kief durch Helmut Albert Roschiwal in der Autorentätigkeit unterstützt. Mit der 29. Ausgabe, dem CNC-Handbuch 15/16 kam Karsten Schwarz als zusätzlicher Autor hinzu. Er ist Leiter des Schulungszentrums für CNC-Technik innerhalb der Siemens AG.
Dieses Autorenteam überarbeitet und aktualisiert permanent mit Unterstützung von Autoren der einschlägigen Industrie die neuen Auflagen.

## Kapitel im NC/CNC-Handbuch

### 1976
- Ein Werkstück soll bearbeitet werden
- Was ist NC wirklich?
- Die codierte Information
- Prinzip der NC
- NC-Auswahlkriterien
- Wegmesssysteme
- Programmiermethoden und -Systeme
- Programmierbeispiel, manuell
- Programmierbeispiel, maschinell
- Vorschubantriebe
- NC-Maschinen
- Personalfragen beim NC-Einsatz
- AC – Adaptive Control
- CNC – Computerized Numerical Control
- DNC – Direct Numerical Control
- NC – Auch für Ihre Fertigung?
- NC-Fachwortverzeichnis

### 1977
1977 kamen neu hinzu:
- Flexible Fertigungssysteme
- Richtlinien und Normen

### 1978
1978 kamen neu hinzu:
- Computer in der Fertigung
- Wartung und Instandhaltung
- SPS – Speicher-programmierbare Steuerungen
- NC-bezogene Rechner-Terminologie

### 1979
- Handeingabe-NC
- Programmiersprachen
- Auf dem Weg zu CAD/CAM

### 1980
- Computer und NC
- CNC-Auswahlkriterien
- NC-Roboter

### 1981
- Meilensteine der NC-Entwicklung
- 20 Jahre NC in Europa
- Der NC-Markt in Zahlen

### 1982
- HNC oder Werkstatt-Programmierung
- Rechnerunterstütztes Konstruieren und Fertigen:CAD/CAM

### 1983
- Ergebnisse einer Marktbefragung
- Tabellen: ISO-Code, EIA-Code, G- und M-Funktionen
- Datenschnittstellen, G-Zyklen
- Maßnahmen zur Reduzierung der technischen Ausfallrate

## Inhalt
Die aktuelle Auflage 31, erschienen im Juli 2020, verfügt über mehr als 800 Seiten Informationen zur CNC-Technik. Im Buch gibt es sowohl Beiträge für den Entwicklungsingenieur beim Maschinenhersteller als auch für die interessierte Fachkraft beim Anwender von Werkzeugmaschinen. Weiterhin wurde in dieser Ausgabe dem Thema Digitalisierung der Fertigung viel Aufmerksamkeit gewidmet. Der populär-wissenschaftliche Stil wurde beibehalten und bietet eine Vielzahl an Grafiken und Bildern, so dass das CNC-Handbuch gerne auch als Selbstlernmedium für Quereinsteiger, Manager usw. genutzt wird. Mit der Ausgabe 31 wurde erstmals mit Hilfe von QR-Codes auf erklärende Videos verlinkt.
Die 31. Auflage orientierte sich wiederum am aktuellen Stand der Technik und umfasst die folgenden Abschnitte:
- Historische Entwicklung NC/CNC
- Funktionen der CNC
- Elektrische Antriebe für Werkzeugmaschinen
- Numerisch gesteuerte Maschinen und Fertigungssysteme
- Werkzeuge in der Fertigung mit CNC-Maschinen
- NC-Programm und Programmierung
- Von der betrieblichen Informationsverarbeitung zu Industrie 4.0

Im Anhang findet man neben dem Fachwort- und Stichwortverzeichnis eine Sammlung der wichtigsten Richtlinien, Normen und Empfehlungen.